# Action Comics
Action Comics is een langlopende reeks comics die in 1938 verantwoordelijk was voor de uitvinding van het genre superheld. Uitgever DC Comics introduceerde destijds in het eerste deel van de serie een door Jerry Siegel en Joe Shuster bedachte man met bovennatuurlijke krachten, genaamd Superman. De serie is de langstlopende reeks van DC Comics. Nadat in 2011 deel #904 uitkwam, werd de telling opnieuw begonnen met #1. De serie keerde in 2016 vanaf #957 terug naar de originele nummering.
Action Comics is de plaats waar veel van de bekendste namen uit de cast van de inmiddels talloze Supermanverhalen in comicreeksen, televisieseries en films voor de eerste keer opdoken. Voorbeelden zijn Lois Lane (meteen in deel #1), Jimmy Olsen (deel #6), Lex Luthor (deel #23), en Supergirl (deel #252).
De delen waarin deze personages hun oorsprong hadden, zijn tegenwoordig waardevolle bezittingen voor verzamelaars en speculanten. In goede staat wisselen de boekjes voor vele duizenden tot aan honderdduizenden dollars van eigenaar. Action Comics 1 is de meest waardevolle comic ter wereld, gevolgd door Detective Comics 27. Op 30 november 2011 verwisselde een exemplaar van Action Comics 1 in goede staat voor ruim $2.100.000,- dollar op een veiling van eigenaar. Van deze uitgave waren op dat moment naar schatting nog honderd exemplaren in bestaan, waarvan een handvol in goede staat.